# Mark 15

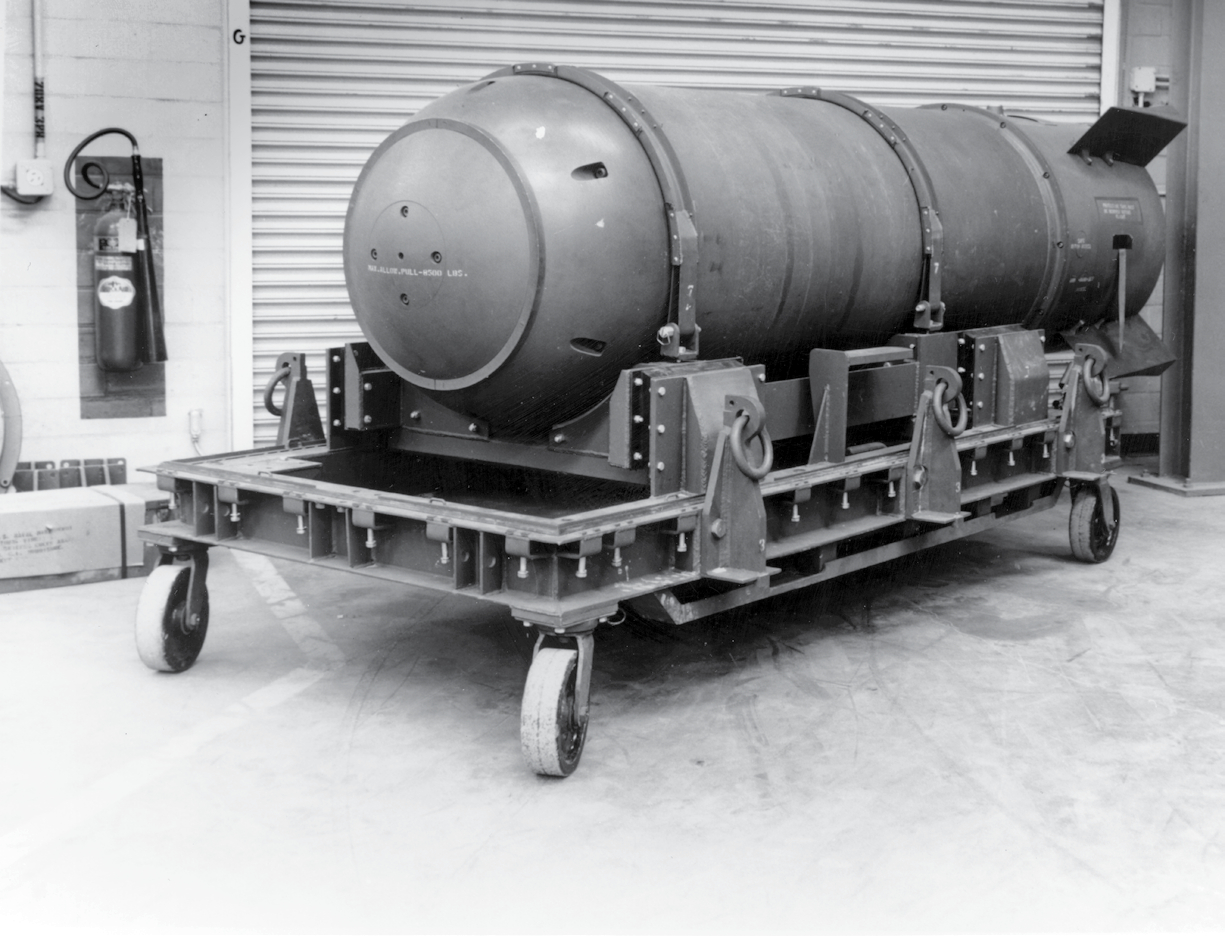
Mark 15 bomba termonuclear

Mark 15 foi uma bomba termonuclear dos Estados Unidos, foi a primeira bomba termonuclear relativamente leve dos EUA, pesava 3450 kg, abaixo do normal.

## Historia

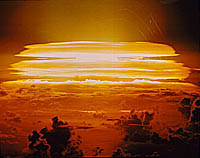
Teste Cherokee, teste do Mark 15 com 3.8 megatons de rendimento.

O Mark 15 foi produzido a partir de 1955, em um ciclo de produção, que terminou em 1957. O projeto esteve em serviço 1955-1965. Um total de 1.200 unidades foram produzidas em três modelos: Mod 1, Mod 2 e Mod 3, os três variantes tinham as mesmas características: diâmetro de 34,4 a 35 polegadas e comprimento de 136 a 140 polegadas.
Ele é amplamente descrito como sendo uma transição no arsenal dos EUA das armas de fissão pura para as armas termonucleares bifasicas de rendimento maior.O urânio em seu secundário era feito de HEU(highly enriched uranium, urânio altamente enriquecido), mas algumas versões tiveram seu secundário adulterado com urânio empobrecido.

## Variantes
- Mod 1 corresponde ao dispositivo Castle Nectar, rendimento de 1,69 megatons
- Mod 2 corresponde ao teste Cherokee Redwing, rendimento de 3,8 megatons, foi a ´primeira bomba termonuclear lançada de um avião dos E.U.A.
- Mod 3 corresponde ao modelo de produção, rendimento 3,8 megatons.
- W15 corresponde a um projeto cancelado de ogiva, ela teria o mesmo pacote fisico, a única coisa que mudaria seria a fuselagem para que a bomba aguentasse a reentrada na atmosfera, projetada para o missil SM 62 Snark, ao invés da W15, os misseis receberam o W39.
- W39 ogiva resultante de uma modificação na bomba B39, ambos versões melhorados, compactas e atualizadas do Mark 15.

## Acidentes
Em 5 de Fevereiro de 1958, durante uma missão de treinamento, um B-47 Stratojet que transportava a bomba colidiu com um F-86, o piloto de F-86 se ejetou, o avião B-47 mesmo danificado continuava a voar mesmo que mal, a tripulação solicitou a base se poderia lançar a bomba ao mar para evitar uma explosão acidental durante o pouso de emergência, o Mk 15 bomba nuclear foi largado sobre o mar na costa da Geórgia, perto de Savannah, a arma não detonou. Ela continua desaparecido, apesar de uma busca intensiva.